# Первый брак Джорджи и Мэнди
«Первый брак Джорджи и Мэнди» (англ. Georgie & Mandy’s First Marriage) — американский ситком, созданный Чаком Лорри, Стивеном Моларо и Стивом Холландом для CBS. Сериал является спин-оффом ситкомов «Теория Большого взрыва» и «Детство Шелдона», в котором рассказывается о браке Джорджа «Джорджи» Купера-младшего и Аманды «Мэнди» Макаллистер (Эмили Осмент). Премьера сериала состоялась 17 октября 2024 года на канале CBS.
Производством сериала занимаются студии Chuck Lorre Productions и Warner Bros. Television Studios.

## Разработка
В январе 2024 года стало известно, что на канале CBS в телесезоне 2024—2025 годов выйдет спин-офф «Детства Шелдона», посвящённый Джорджи Куперу и Мэнди Макаллистер.
5 марта 2024 года CBS одобрил заказ спин-оффа.
2 мая 2024 года стало известно название сериала и его дата выхода. Позже, в этом же месяце, к постоянному актёрскому составу присоединились Уилл Сассо и Рэйчел Бэй Джонс в ролях Джима и Одри Макаллистер.
Cъемки начались в июле 2024 года в павильоне «Теории Большого взрыва» перед живой аудиторией, в таком же формате снималась и «Теория Большого взрыва».
19 июля 2024 года к постоянному актёрскому составу присоединился Дуги Болдуин и Джесси През, в ролях Коннора Макаллистер и Рубен.
20 февраля 2025 года сериал продлили на второй сезон, премьера которого намечена на 16 октября 2025 года.

## Эпизоды

### Сезон 1 (2024—2025)
| № общий | № в сезоне | Название                                                                               | Режиссёр        | Автор сценария                                                                                  | Дата премьеры   | Произв. код | Зрители в США (млн) |
| ------- | ---------- | -------------------------------------------------------------------------------------- | --------------- | ----------------------------------------------------------------------------------------------- | --------------- | ----------- | ------------------- |
| 1       | 1          | «6 часов 10 минут в Лаббоке» «The 6:10 to Lubbock»                                     | Марк Сендровски | Чак Лорри, Стив Холланд и Стивен Моларо                                                         | 17 октября 2024 | T12.19101   | 6.56                |
| 2       | 2          | «Нью-йоркские глупости» «Some New York Nonsense»                                       | Марк Сендровски | Сюжет : Стив Холланд и Джим Рейнольдс Телесценарий : Стивен Моларо и Коннор Килпатрик           | 24 октября 2024 | T12.19102   | 6.40                |
| 3       | 3          | «Секреты, ложь и немного перемен» «Secrets, Lies and a Chunk of Change»                | Марк Сендровски | Сюжет : Чак Лорри и Стивен Моларо Телесценарий : Стив Холланд и Коннор Килпатрик                | 31 октября 2024 | T12.19103   | 6.19                |
| 4       | 4          | «Мама Тодда» «Todd's Mom»                                                              | Марк Сендровски | Сюжет : Чак Лорри и Стив Холланд Телесценарий : Стивен Моларо и Надия Четтиар                   | 7 ноября 2024   | T12.19106   | 6.15                |
| 5       | 5          | «День благодарения» «Thanksgiving»                                                     | Марк Сендровски | Сюжет : Коннор Килпатрик и Стивен Моларо Телесценарий : Стив Холланд и Джим Рейнольдс           | 14 ноября 2024  | T12.19105   | 6.39                |
| 6       | 6          | «Обычный самаритянин» «A Regular Samaritan»                                            | Марк Сендровски | Сюжет : Чак Лорри и Стив Холланд Моларо Телесценарий : Стивен Моларо и Надия Четтиар            | 5 декабря 2024  | T12.19106   | 6.18                |
| 7       | 7          | «Старый мустанг» «An Old Mustang»                                                      | Марк Сендровски | Сюжет : Стивен Моларо и Джим Рейнольдс Телесценарий : Стив Холланд и Коннор Килпатрик           | 12 декабря 2024 | T12.19107   | 6.51                |
| 8       | 8          | «Диетическая дрянь» «Diet Crap»                                                        | Марк Сендровски | Сюжет : Стив Холланд и Рэйчел Интриери Телесценарий : Стивен Моларо и Коннор Килпатрик          | 30 января 2025  | T12.19108   | 6.38                |
| 9       | 9          | «Конвенция о шинах и моральные принципы» «A Tire Convention and the Moral High Ground» | Марк Сендровски | Сюжет : Стивен Моларо и Надия Четтиар Телесценарий : Стив Холланд и Джим Рейнольдс              | 6 февраля 2025  | T12.19109   | 6.59                |
| 10      | 10         | «Разделённый дом» «A House Divided»                                                    | Марк Сендровски | Сюжет : Стив Холланд и Надия Четтиар Телесценарий : Стивен Моларо и Коннор Килпатрик            | 13 февраля 2025 | T12.19110   | 6.49                |
| 11      | 11         | «Работа на врага» «Working for the Enemy»                                              | Марк Сендровски | Сюжет : Чак Лорри и Стивен Моларо Телесценарий : Стив Холланд и Джим Рейнольдс                  | 20 февраля 2025 | T12.19111   | 6.57                |
| 12      | 12         | «Тифозный Джорджи» «Typhoid Georgie»                                                   | Марк Сендровски | Сюжет : Стив Холланд и Коннор Килпатрик Телесценарий : Стивен Моларо и Надия Четтиар            | 27 февраля 2025 | T12.19112   | 6.46                |
| 13      | 13         | «McAllister Auto любит дам» «McAllister Auto Loves the Ladies»                         | Марк Сендровски | Сюжет : Стивен Моларо и Коннор Килпатрик Телесценарий : Стив Холланд и Джим Рейнольдс           | 6 марта 2025    | T12.19113   | 6.91                |
| 14      | 14         | «Спортивная книга и расставание» «A Sportsbook and a Breakup»                          | Марк Сендровски | Сюжет : Стив Холланд и Надия Четтиар Телесценарий : Чак Лорри, Стивен Моларо и Коннор Килпатрик | 13 марта 2025   | T12.19114   | 6.27                |
| 15      | 15         | «Богиня музыкального магазина» «Goddess of the Music Store»                            | Никки Лорри     | Сюжет : Чак Лорри и Стив Холланд Телесценарий : Стивен Моларо и Джим Рейнольдс                  | 3 апреля 2025   | T12.19115   | 5.93                |
| 16      | 16         | «Споры о ребёнке» «Baby Fight»                                                         | Марк Сендровски | Сюжет : Стивен Моларо и Коннор Килпатрик Телесценарий : Стив Холланд и Надия Четтиар            | 10 апреля 2025  | T12.19116   | 5.98                |
| 17      | 17         | «Два идиота на грязных байках» «Two Idiots on a Dirt Bike»                             | Марк Сендровски | Сюжет : Стив Холланд и Лаура Уиллкокс Телесценарий : Чак Лорри и Стивен Моларо                  | 17 апреля 2025  | Т12.19117   | 5.80                |
| 18      | 18         | «Деньги с экрана» «TV Money»                                                           | Никки Лорри     | Сюжет : Стивен Моларо и Дэнни Ривьера Телесценарий : Стив Холланд и Коннор Килпатрик            | 24 апреля 2025  | T12.19118   | 5.93                |
| 19      | 19         | «Доносчик против Лодыря» «Snitch v. Deadbeat»                                          | Марк Сендровски | Сюжет : Стив Холланд и Надия Четтиар Телесценарий : Стивен Моларо и Джим Рейнольдс              | 1 мая 2025      | T12.19119   | 5.63                |
| 20      | 20         | «Леди обожают бранч» «Ladies Love Brunch»                                              | Марк Сендровски | Сюжет : Стивен Моларо и Джейми Ласки Телесценарий : Стив Холланд и Коннор Килпатрик             | 8 мая 2025      | T12.19120   | 5.64                |
| 21      | 21         | «Ботинки вины / Виновные сапоги» «Guilt Boots»                                         | Марк Сендровски | Сюжет : Стив Холланд, Надия Четтиар и Рэйчел Интриери                                           | 15 мая 2025     | T12.19121   | 5.62                |
| 22      | 22         | «Важные решения» «Big Decisions»                                                       | Марк Сендровски | Сюжет : Стив Холланд и Стивен Моларо Телесценарий : Чак Лорри и Коннор Килпатрик                | 15 мая 2025     | T12.19122   | 6.00                |

### Сезон 2 (2025—2026)
Названия эпизодов не известны

## В главных ролях
- Монтана Джордан — Джордж «Джорджи» Купер-младший
- Эмили Осмент — Аманда «Мэнди» Макаллистер
- Уилл Сассо — Джим Макаллистер
- Рэйчел Бэй Джонс — Одри Макаллистер
- Дуги Болдуин — Коннор Макаллистер
- Джесси През — Рубен

### Второстепенные персонажи
- Зои Перри — Мэри Купер
- Рейган Реворд — Мелисса «Мисси» Купер
- Энни Поттс — Констанция «Конни» Такер